# 왕십리역
왕십리(성동구청)역(Wangsimni(Seongdong-gu Office)Station, 往十里(城東區廳)驛)은 서울특별시 성동구 왕십리로에 있는 경원선과 분당선의 철도역이자 서울 지하철 2호선, 수도권 전철 5호선, 수도권 전철 경의·중앙선, 수도권 전철 수인·분당선의 환승역이다.
서울 지하철 5호선 상에서 수도권 전철 5호선이, 경원선 상에서 수도권 전철 경의·중앙선과 경춘선 ITX-청춘이 운행되고 분당선 상에서 수도권 전철 수인·분당선이 운행된다. 수인·분당선 전동열차 대부분이 이역에 시 종착하며 일부는 청량리역까지 연장 운행된다. 서울 지하철 2호선은 이 역부터 합정역까지 지하 구간이다. 수도권 전철 수인·분당선은 이 역부터 청량리역까지 지상 구간이다. 수도권 전철 5호선은 심야에 2편성이 주박한다. 수도권 전철 수인·분당선은 심야에 4편성이 주박한다. 수도권 전철 수인·분당선은 중랑천 하저터널로 서울숲역과 연결된다.

## 개요
이 역은 본역명과는 다르게, 왕십리동이 아닌 행당동에 위치해 있다. 이 역에서 성동소방서 행당119 안전센터 방향에 왕십리동이 위치한다.
왕십리역은 수도권 전철 경의·중앙선과 수도권 전철 수인·분당선의 역명, 왕십리(성동구청)역은 서울 지하철 2호선과 수도권 전철 5호선, 수도권 전철 경의·중앙선의 역명으로, 2호선과 5호선의 역명 중 성동구청은 병기역명이다.
1911년 경원선의 철도역으로 먼저 개업했고, 1978년부터 경원선을 경유해 용산역과 성북역 구간을 다닌 용산~성북 운행 계통이 운행됐다. 이후 1983년에 서울 지하철 2호선과 1995년에 서울 지하철 5호선이 개통하면서 환승역이 되었으며, 2005년 용산~성북 운행 계통이 수도권 전철 경의·중앙선으로 분리됐다. 그리고 2012년은 분당선의 시·종착역이 됐다. 2012년 11월 1일부터 ITX-청춘 열차가 평일에 한하여 정차했으나, 2014년 11월 1일 시간표 개정으로 모든 요일에 정차한다. 추후 서울 경전철 동북선이 완공되면 서울 경전철 동북선의 시·종착역이 될 예정이다.

## 역사
- 1911년 10월 15일: 왕십리역으로 영업 개시
- 1913년 2월 11일: 화물 취급 개시
- 1971년 9월 10일: 민수용 무연탄 도착 취급역 지정[2]
- 1977년 5월 16일: 수소화물 취급 중지[3]
- 1978년 12월 9일: 수도권 전철 개통
- 1983년 6월 30일: 서울 지하철 2호선 역명을 왕십리역으로 결정[4]
- 1983년 9월 16일: 서울 지하철 2호선 을지로입구(하나은행)~성수 구간 개통과 함께 역무 시설을 지하 역사로 이전
- 1993년 2월 15일: 무연탄화물 도착 취급역 지정 취소[5]
- 1995년 11월 15일: 서울 지하철 5호선 왕십리 ~상일동 구간 개통으로 영업 개시
- 1996년 12월 30일: 서울 지하철 5호선 여의도(신한투자증권)~왕십리(성동구청)역 구간 개통과 함께 중간역으로 전환
- 2005년 12월 15일: 수도권 전철 1호선에서 수도권 전철 중앙선으로 분리됨과 함께 역번호를 K126에서 K116으로 변경
- 2005년 12월 16일: 수도권 전철 중앙선 운행 개시
- 2008년 9월 12일: 민자역사 일부 개장 (ENTER 6(스카이 라운지 제외), 이마트, 4층 푸드코트 <테라스>)
- 2008년 9월 19일: 민자역사 영업개시
- 2009년 12월 1일: 철도승차권 단말기 철거
- 2010년: 경의·중앙선 승강장 스크린도어 설치
- 2012년 9월 18일: 분당선 철도거리표 고시[6]
- 2012년 10월 6일: 분당선 선릉 ~왕십리 구간 개통
- 2012년 11월 1일: ITX-청춘 평일 1일 왕복 3편성 정차
- 2012년 12월 1일: 화물 취급 중지[7]
- 2013년 12월: 분당선 승강장 스크린도어 설치
- 2014년 11월 1일: ITX-청춘 1일 왕복 3편성 정차[8]
- 2014년 12월 18일: 서울 지하철 2호선과 서울 지하철 5호선, 경의중앙선의 왕십리역 역명을 왕십리(성동구청)역으로 역명 변경[9]
- 2018년 12월 31일: 분당선 왕십리(성동구청)~청량리 구간 연장으로 중간역으로 전환.[10]
- 2027년 11월: 동북선 개통과 함께 5개 노선 환승역이 될 예정

## 역 구조
출구는 14개가 있다. 모든 승강장에 스크린도어가 설치돼 있다.

### 2호선 승강장
| 상왕십리 ↑ |
| \| 외      |
| ↓ 한양대   |

| 외선 순환 | ● 서울 지하철 2호선 | 신당 · 을지로3가(신한카드)·시청 · 홍대입구 · 신도림 방면 |
| 내선 순환 | ● 서울 지하철 2호선 | 성수 · 건대입구 · 잠실 · 삼성 · 선릉 · 강남 · 교대 방면  |

### 5호선 승강장
- 일부 첫차와 막차는 이 역에서 시·종착한다.

| 행당 ↑ |
| \| 상  |
| ↓ 마장 |

| 상행 | ● 수도권 전철 5호선 | 청구 · 광화문 · 충정로 · 공덕 · 여의도 · 방화 방면   |
| 하행 | ● 수도권 전철 5호선 | 군자 · 광나루 · 천호 · 강동 · 마천 · 하남검단산 방면 |

### 한국철도공사 승강장
경의·중앙선, 수인·분당선 승강장은 2면 4선 쌍섬식 승강장 구조이며, 회기역, 오이도역과 비슷하게 양 노선이 각각 1면 2선의 섬식 승강장으로 사용되므로 평면 환승이 불가능하기 때문에 경의·중앙선↔수인·분당선 간 환승 시 횡단해야 한다. 경의·중앙선, 수인·분당선 승강장 모두 스크린도어가 설치되어 있다. 이 역까지 운행하는 수인분당선은 출발하자마자 지하로 진입하며, 청량리 방면으로 향하는 수인·분당선 상행 전철은 경원선 선로와 수인·분당선 간의 연결선이 설치되어 이 역과 청량리역간의 선로는 연결되어 운행된다.
| ↑청량리(경의·중앙선)/(수인·분당선)       |
| １２ \| ３４ \|                          |
| 응봉(경의·중앙선)↓ /서울숲(수인·분당선)↓ |

| 1 | ● 수도권 전철 경의·중앙선            | 청량리 · 회기 · 망우 · 구리 · 덕소 · 용문 · 지평 방면 |
| 1 | ITX-청춘                             | 청량리 · 평내호평 · 가평 · 남춘천 · 춘천 방면         |
| 2 | ● 수도권 전철 경의·중앙선 · ITX-청춘 | 이촌 · 용산 · 서강대 · 백마 · 금촌 · 문산 방면        |
| 3 | ● 수도권 전철 수인·분당선            | 청량리 방면 · 당역종착                                |
| 4 | ● 수도권 전철 수인·분당선            | 선릉 · 기흥 · 수원 · 인천 방면                        |

## 민자역사 비트플렉스
왕십리역은 2008년 민자역사 비트플렉스로 탈바꿈하였다. 비트플렉스에는 야외시설인 성동광장과 더불어 의류 쇼핑몰 엔터식스를 포함하여 CGV, IMAX 영화 상영관, 각종 레스토랑, 대형마트 (이마트), 가전,기타(일렉트로마트), 드러그스토어(롭스), 생활용품(아트박스, 아성다이소), 웨딩몰, 실내골프장 등이 있다.

## 역 주변
| - 대한적십자사 서울지사 - 동마중학교 - 무학여자고등학교 - 무학중학교 - 서울성동경찰서 - 성동구청 - 서울특별시성동광진교육지원청 - 성동문화정보센터 - 성동문화회관 - 성동우체국 - 서울특별시 동부병원 - 동부수도사업소 - 왕십리종합시장 - 제일시장 - KT 행당지사 | - 왕십리 비트플렉스 쇼핑몰 - CGV 왕십리 - 이마트 왕십리점 - 일렉트로마트 왕십리점 - 포시즌휘트니스 - 롭스 왕십리역사점 - 하나투어 왕십리역사점 - 하왕치안센터 - 한국예술고등학교 - 한국전력공사 - 한양대학교 - 한양대학교 사범대학 부속고등학교 - 한양대학교 사범대학 부속중학교 | - 행당시장 - 행당1동행정복지센터 - 행당1치안센터 |

## 이용객 변동
경의·중앙선과 수인·분당선은 개찰구를 공유하므로 수인·분당선의 모든 승차량은 경의·중앙선의 것으로 간주한다. ITX-청춘의 2012년 자료는 운행 개시일인 2012년 2월 28일부터 12월 31일까지인 308일 기준으로 환산한 것이다.
| 노선          | 노선   | 일평균 인원수 (명/일) | 일평균 인원수 (명/일) | 일평균 인원수 (명/일) | 일평균 인원수 (명/일) | 일평균 인원수 (명/일) | 일평균 인원수 (명/일) | 일평균 인원수 (명/일) | 일평균 인원수 (명/일) | 일평균 인원수 (명/일) | 일평균 인원수 (명/일) | 각주                  | 각주                  | 각주                  | 각주   |
| 노선          | 노선   | 2000년                | 2001년                | 2002년                | 2003년                | 2004년                | 2005년                | 2006년                | 2007년                | 2008년                | 2009년                | 각주                  | 각주                  | 각주                  | 각주   |
| ------------- | ------ | --------------------- | --------------------- | --------------------- | --------------------- | --------------------- | --------------------- | --------------------- | --------------------- | --------------------- | --------------------- | --------------------- | --------------------- | --------------------- | ------ |
| 1호선(중앙선) | 승차   | 1,409                 | 2,835                 | 1,468                 | 1,441                 | 3,174                 | 6,116                 | 6,287                 | 6,314                 | 6,733                 | 8,586                 | [ 12 ]                | [ 12 ]                | [ 12 ]                | [ 12 ] |
| 1호선(중앙선) | 하차   | 1,202                 | 870                   | 1,356                 | 1,431                 | 3,297                 | 5,477                 | 5,739                 | 5,801                 | 6,270                 | 8,226                 | [ 12 ]                | [ 12 ]                | [ 12 ]                | [ 12 ] |
| 2호선         | 승차   | 12,906                | 13,398                | 13,625                | 13,430                | 14,190                | 14,743                | 15,292                | 15,327                | 16,135                | 17,194                | [ 13 ]                | [ 13 ]                | [ 13 ]                | [ 13 ] |
| 2호선         | 하차   | 10,520                | 10,662                | 11,021                | 10,935                | 11,665                | 12,265                | 12,464                | 12,688                | 13,732                | 14,139                | [ 13 ]                | [ 13 ]                | [ 13 ]                | [ 13 ] |
| 2호선         | 승하차 | 23,426                | 24,060                | 24,646                | 24,365                | 25,855                | 27,008                | 27,756                | 28,015                | 29,868                | 31,334                | [ 13 ]                | [ 13 ]                | [ 13 ]                | [ 13 ] |
| 5호선         | 승차   | 5,010                 | 5,047                 | 4,905                 | 5,040                 | 5,225                 | 5,467                 | 5,446                 | 5,312                 | 5,483                 | 5,576                 | [ 13 ]                | [ 13 ]                | [ 13 ]                | [ 13 ] |
| 5호선         | 하차   | 5,440                 | 5,389                 | 5,188                 | 5,154                 | 5,418                 | 5,710                 | 5,699                 | 5,572                 | 5,883                 | 6,528                 | [ 13 ]                | [ 13 ]                | [ 13 ]                | [ 13 ] |
| 5호선         | 승하차 | 10,450                | 10,436                | 10,093                | 10,194                | 10,643                | 11,177                | 11,145                | 10,884                | 11,366                | 12,105                | [ 13 ]                | [ 13 ]                | [ 13 ]                | [ 13 ] |
| 노선          | 노선   | 일평균 인원수 (명/일) | 일평균 인원수 (명/일) | 일평균 인원수 (명/일) | 일평균 인원수 (명/일) | 일평균 인원수 (명/일) | 일평균 인원수 (명/일) | 일평균 인원수 (명/일) | 일평균 인원수 (명/일) | 일평균 인원수 (명/일) | 일평균 인원수 (명/일) | 일평균 인원수 (명/일) | 일평균 인원수 (명/일) | 일평균 인원수 (명/일) | 각주   |
| 노선          | 노선   | 2010년                | 2011년                | 2012년                | 2013년                | 2014년                | 2015년                | 2016년                | 2017년                | 2018년                | 2019년                | 2020년                | 2021년                | 2022년                | 각주   |
| 경의·중앙선   | 승차   | 9,752                 | 10,354                | 12,126                | 18,415                | 19,636                | 20,093                | 20,247                | 20,015                | 19,737                | 19,728                | 13,954                | 13,843                | 15,806                | [ 12 ] |
| 경의·중앙선   | 하차   | 9,409                 | 9,964                 | 11,809                | 17,887                | 18,946                | 19,364                | 19,562                | 19,546                | 19,073                | 19,041                | 13,832                | 13,670                | 15,581                | [ 12 ] |
| 2호선         | 승차   | 18,449                | 19,456                | 19,992                | 20,727                | 21,075                | 20,694                | 20,662                | 20,142                | 19,909                |                       |                       |                       |                       | [ 13 ] |
| 2호선         | 하차   | 14,857                | 15,632                | 16,217                | 17,220                | 17,447                | 17,441                | 17,255                | 16,318                | 16,221                |                       |                       |                       |                       | [ 13 ] |
| 2호선         | 승하차 | 33,306                | 35,088                | 36,209                | 37,947                | 38,522                | 38,135                | 37,917                | 36,460                | 36,130                |                       |                       |                       |                       | [ 13 ] |
| 5호선         | 승차   | 5,748                 | 5,714                 | 5,711                 | 5,540                 | 5,459                 | 5,233                 | 5,208                 | 5,209                 | 5,209                 |                       |                       |                       |                       | [ 13 ] |
| 5호선         | 하차   | 6,729                 | 7,020                 | 6,983                 | 6,557                 | 6,591                 | 6,339                 | 6,236                 | 6,156                 | 6,123                 |                       |                       |                       |                       | [ 13 ] |
| 5호선         | 승하차 | 12,477                | 12,735                | 12,694                | 12,097                | 12,050                | 11,572                | 11,444                | 11,365                | 11,332                |                       |                       |                       |                       | [ 13 ] |
| ITX-청춘      | 승차   | 미개통                | 미개통                | 116                   | 199                   | 260                   | 319                   | 316                   | 328                   | 402                   | 433                   | 386                   | 419                   |                       | [ 12 ] |
| ITX-청춘      | 하차   | 미개통                | 미개통                | 158                   | 264                   | 345                   | 414                   | 411                   | 442                   | 530                   | 572                   | 504                   | 520                   |                       | [ 12 ] |

## 사진

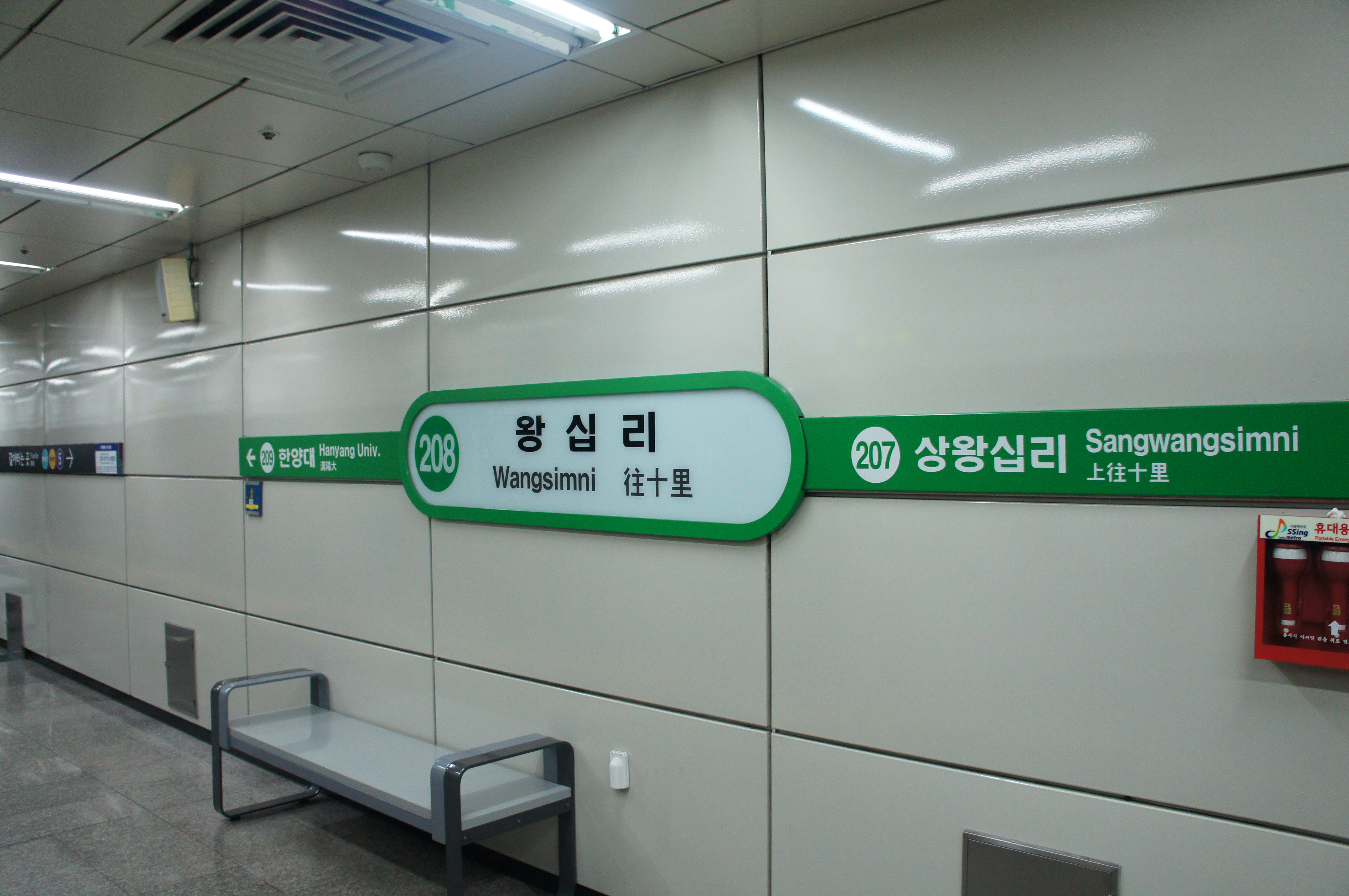
2호선 역명판 (부기 없는 시절)
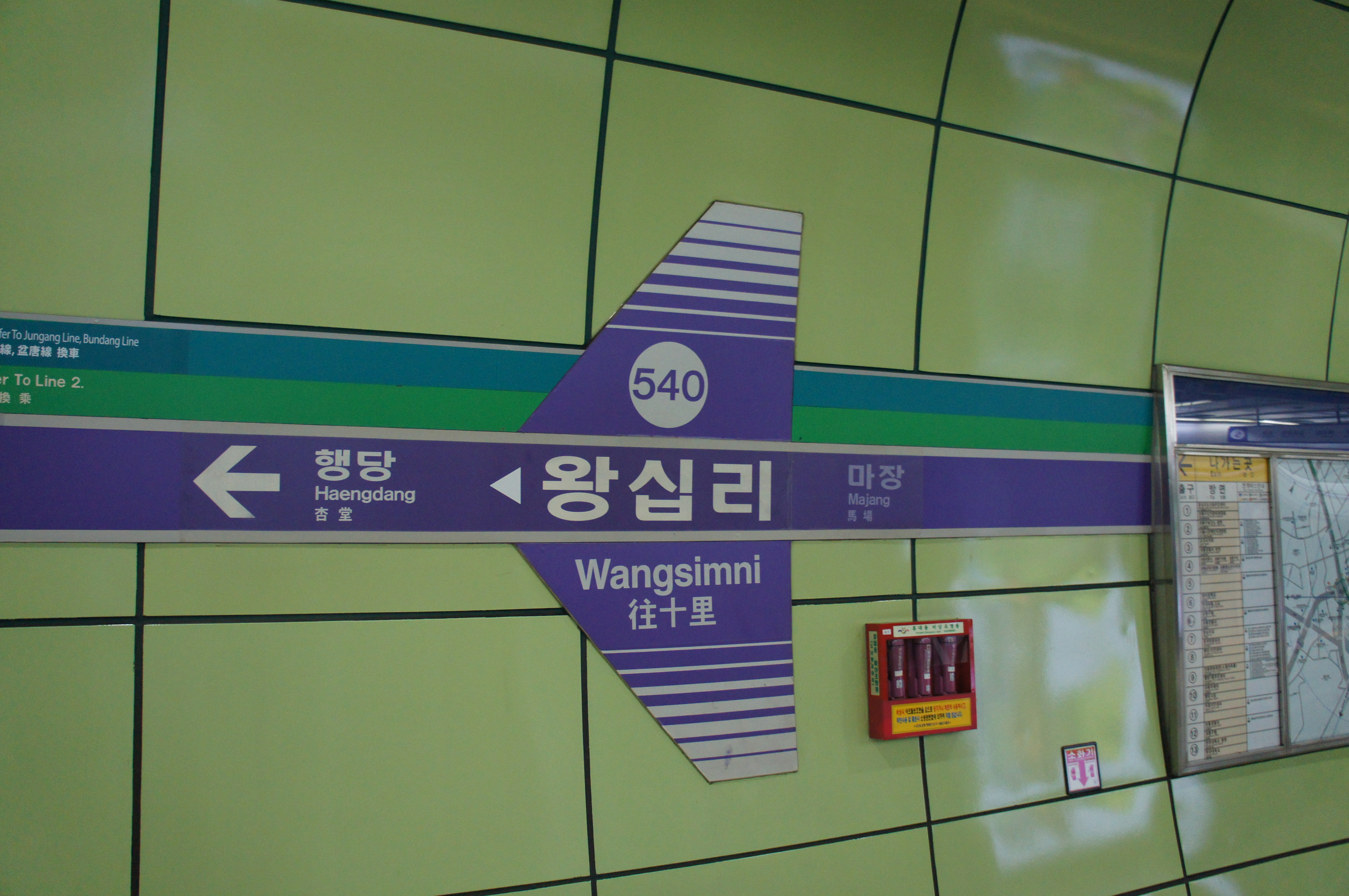
5호선 역명판 (부기 없는 시절)
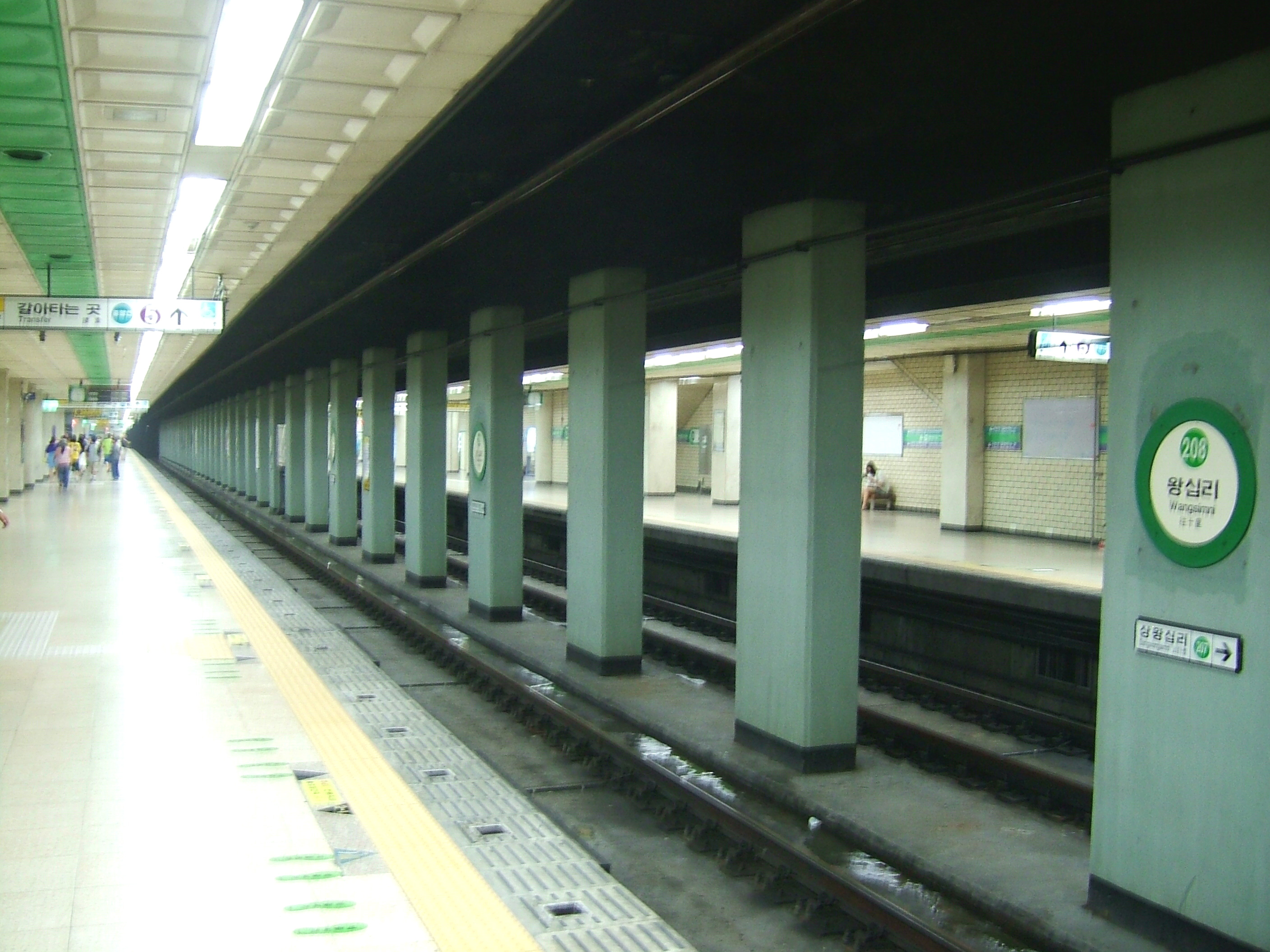
2호선 승강장 (리모델링 전, 스크린도어 설치 전)
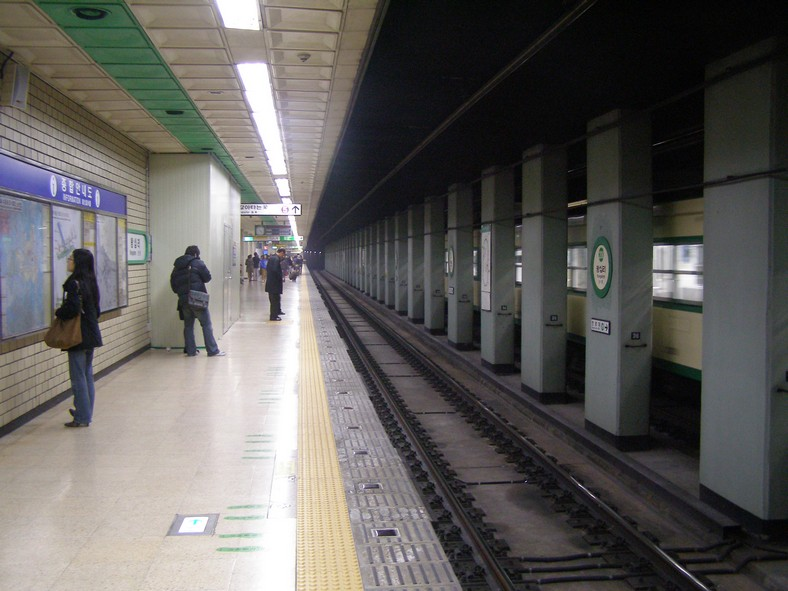
2호선 승강장 (리모델링 전, 스크린도어 설치 전)
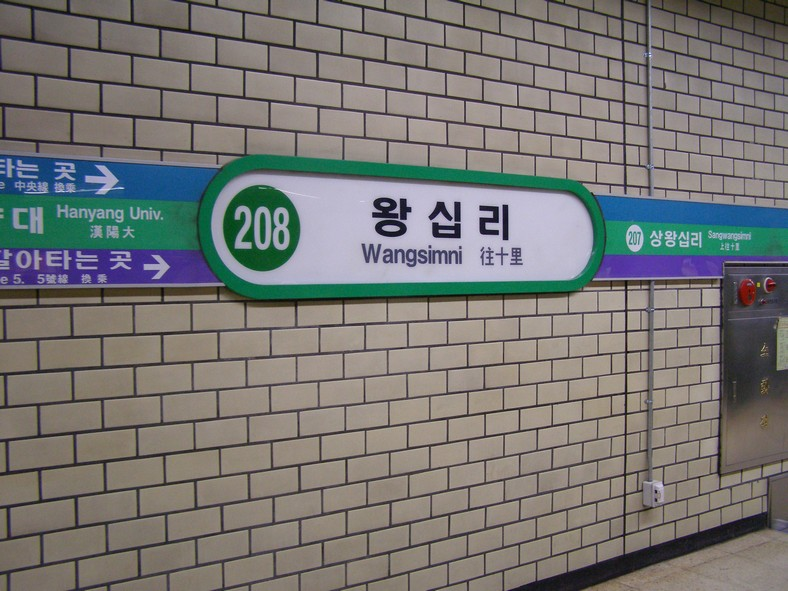
2호선 역명판 (리모델링 전)
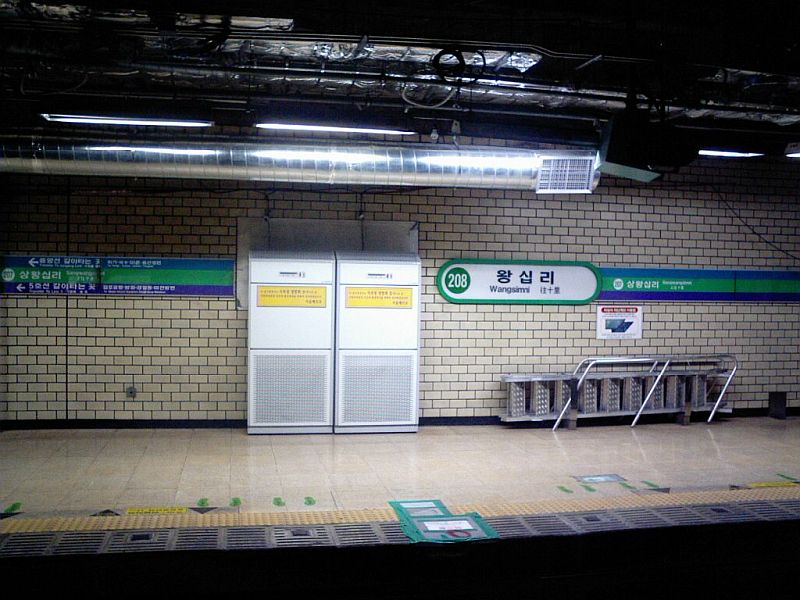
2호선 승강장 (리모델링 전, 스크린도어 설치 전)
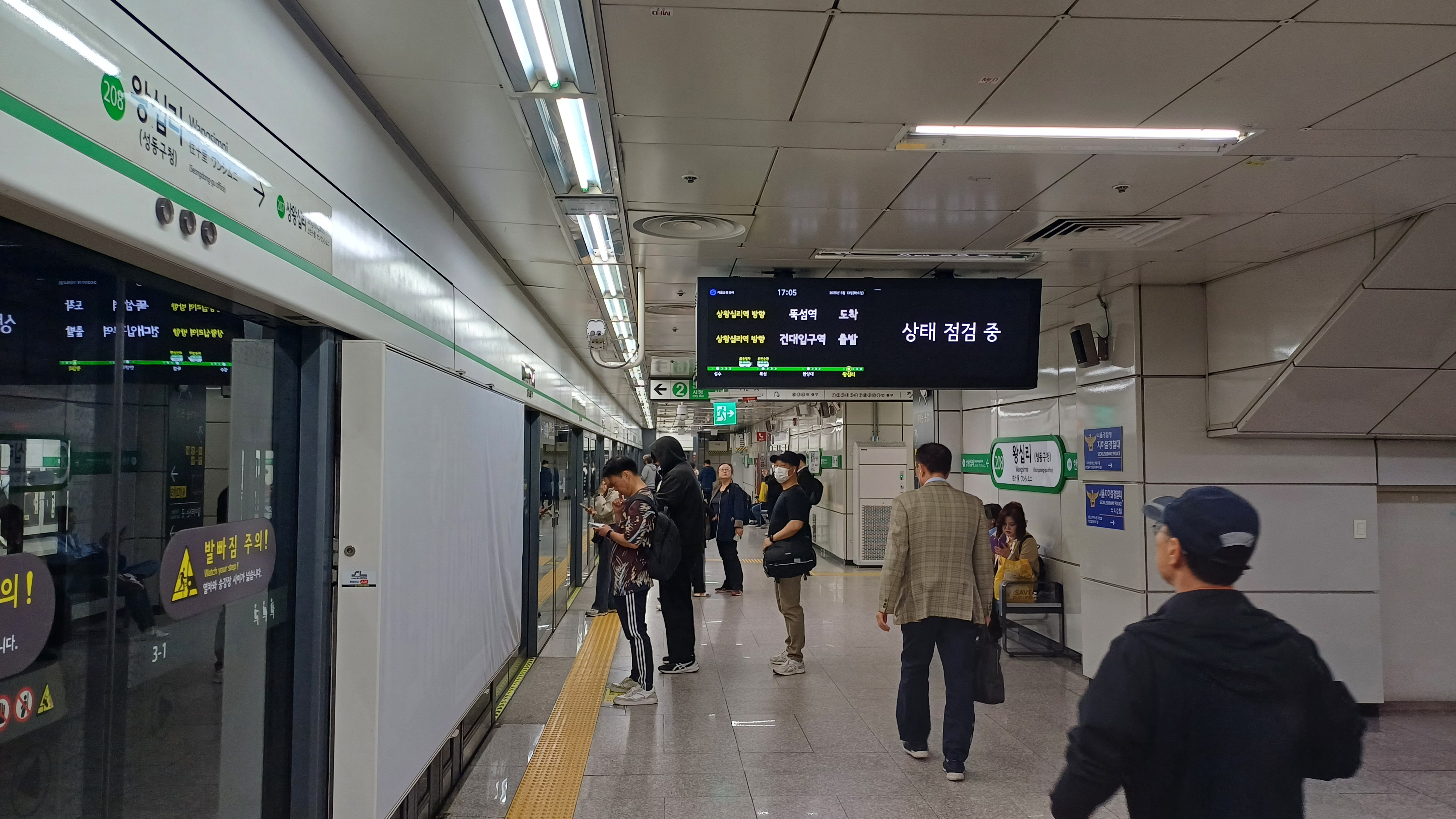
2호선 승강장
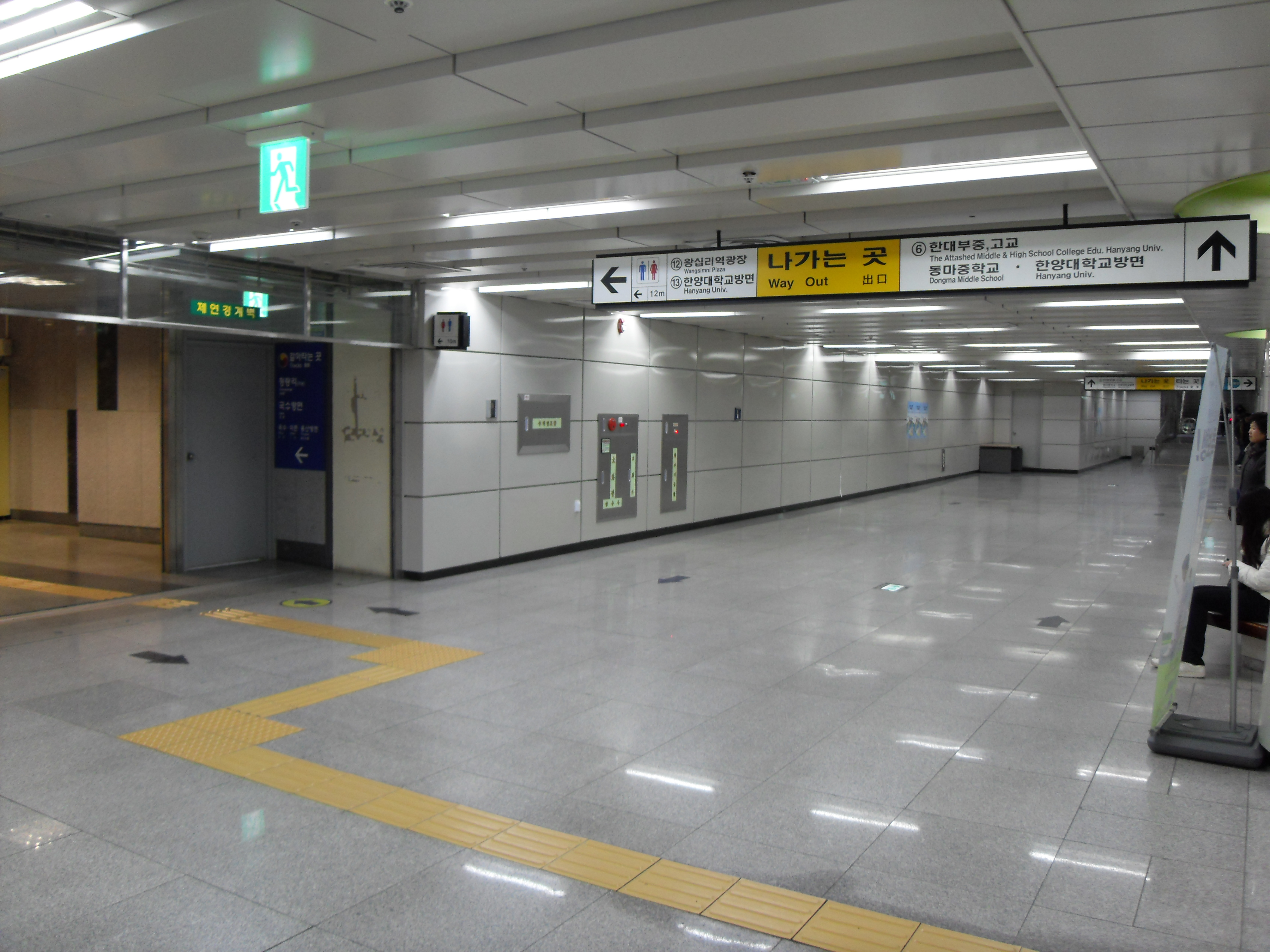
2호선 대합실
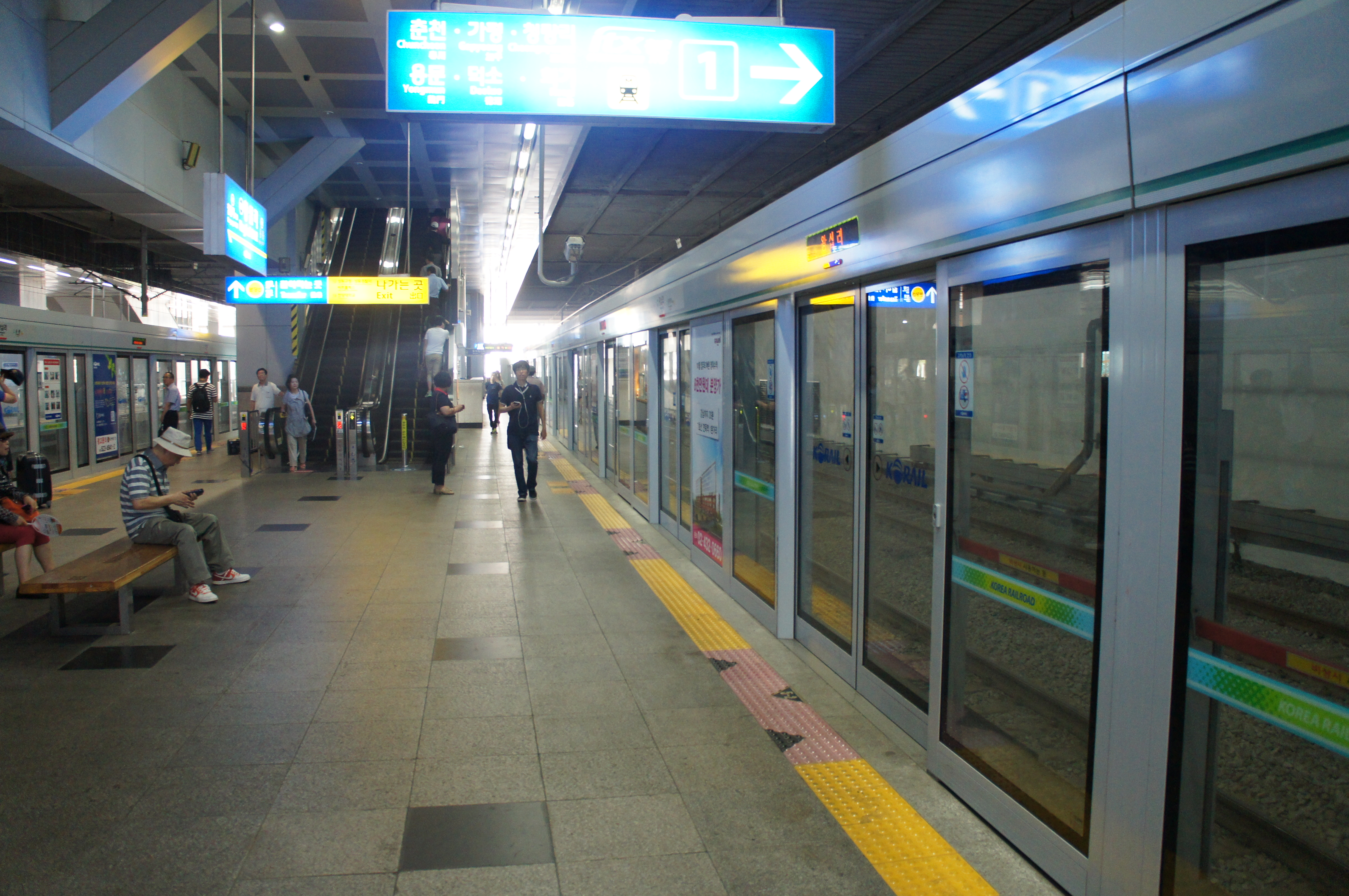
경의·중앙선 승강장
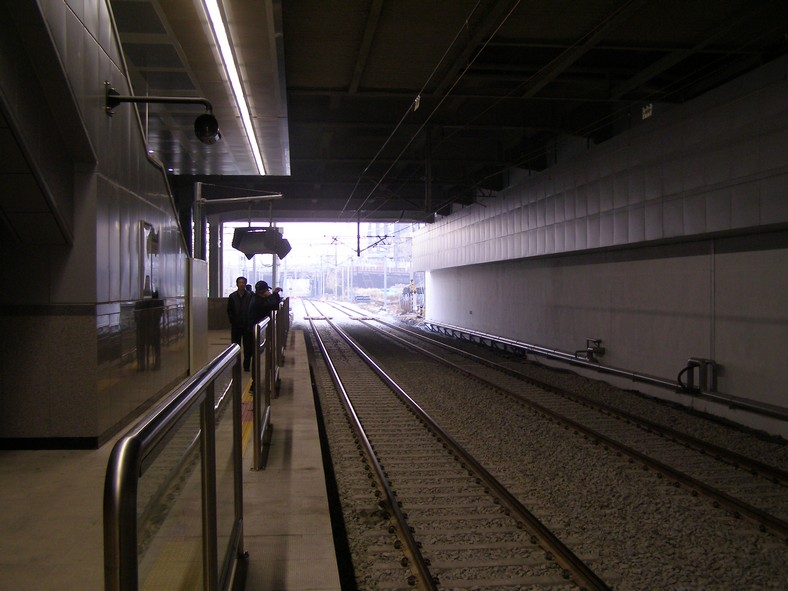
경의·중앙선 승강장 (스크린도어 설치 전)
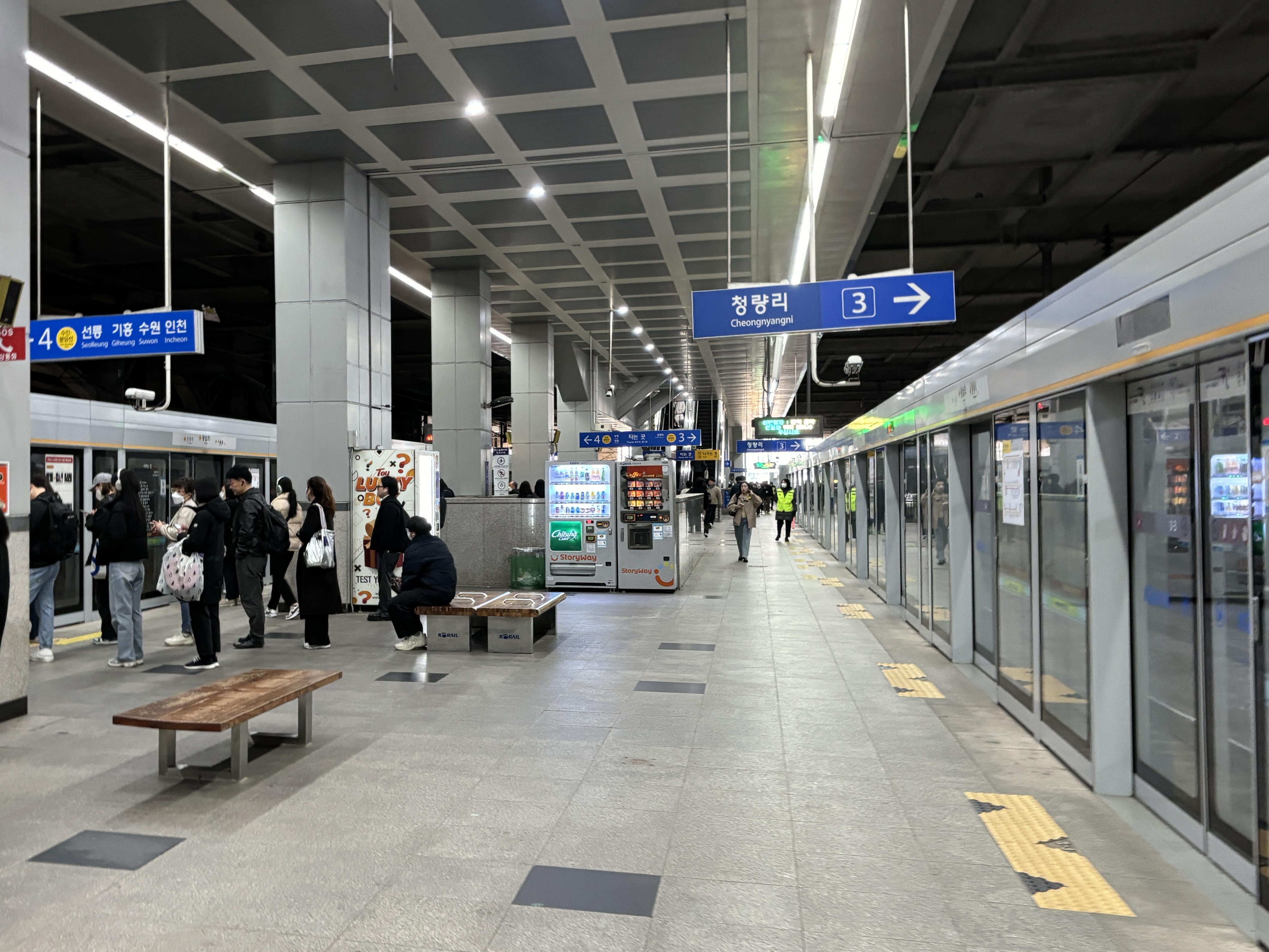
수인·분당선 승강장
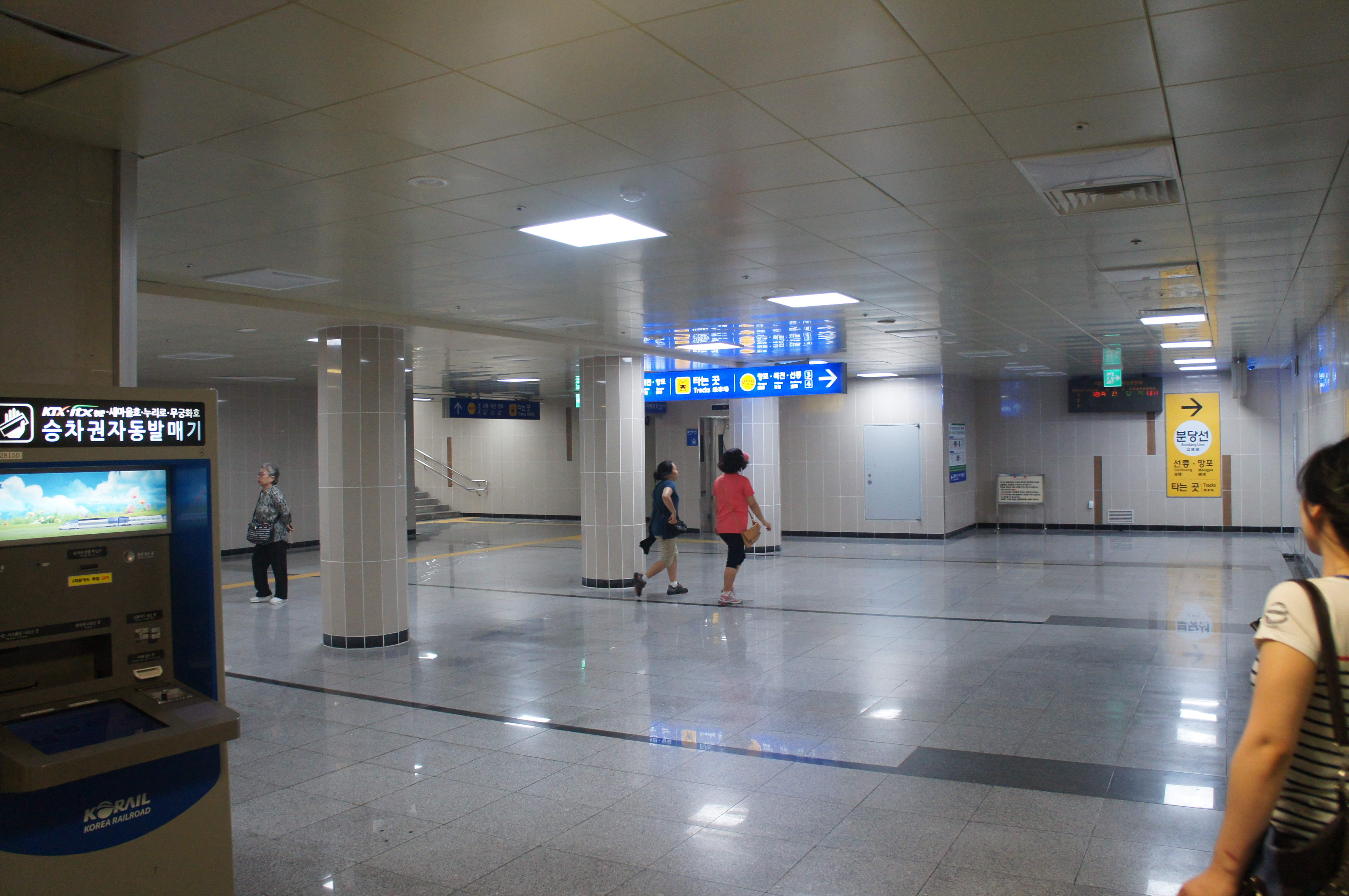
환승 통로
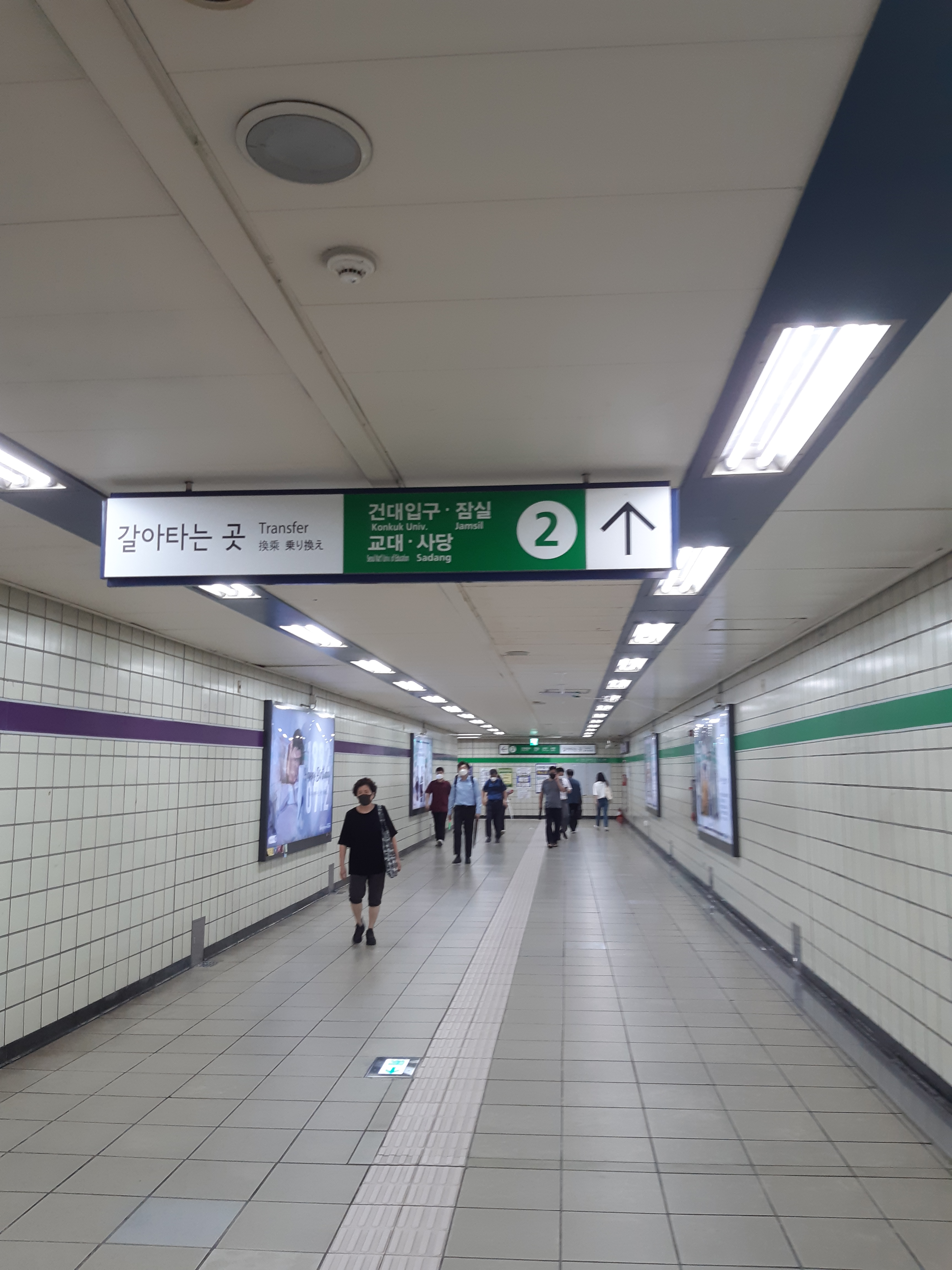
환승통로 2
코레일 대합실
코레일 역사
코레일 역사
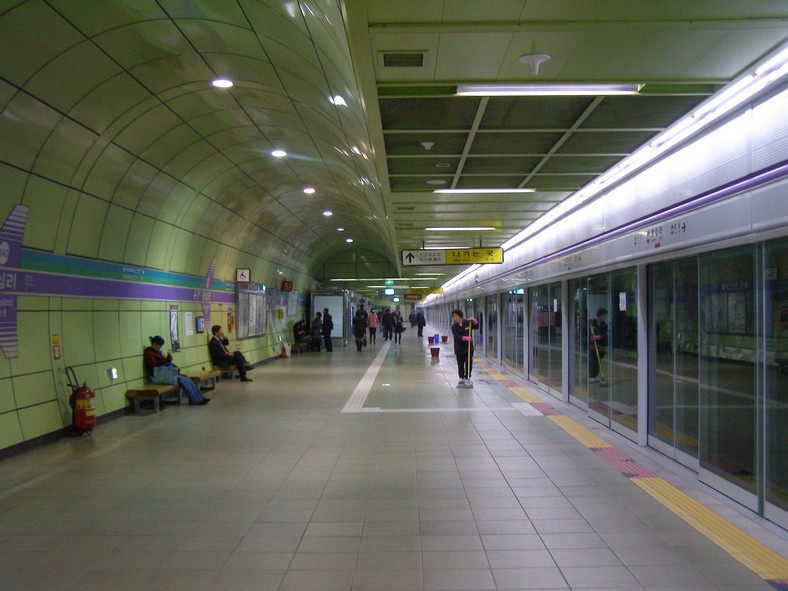
5호선 승강장 (스크린도어 교체 전)
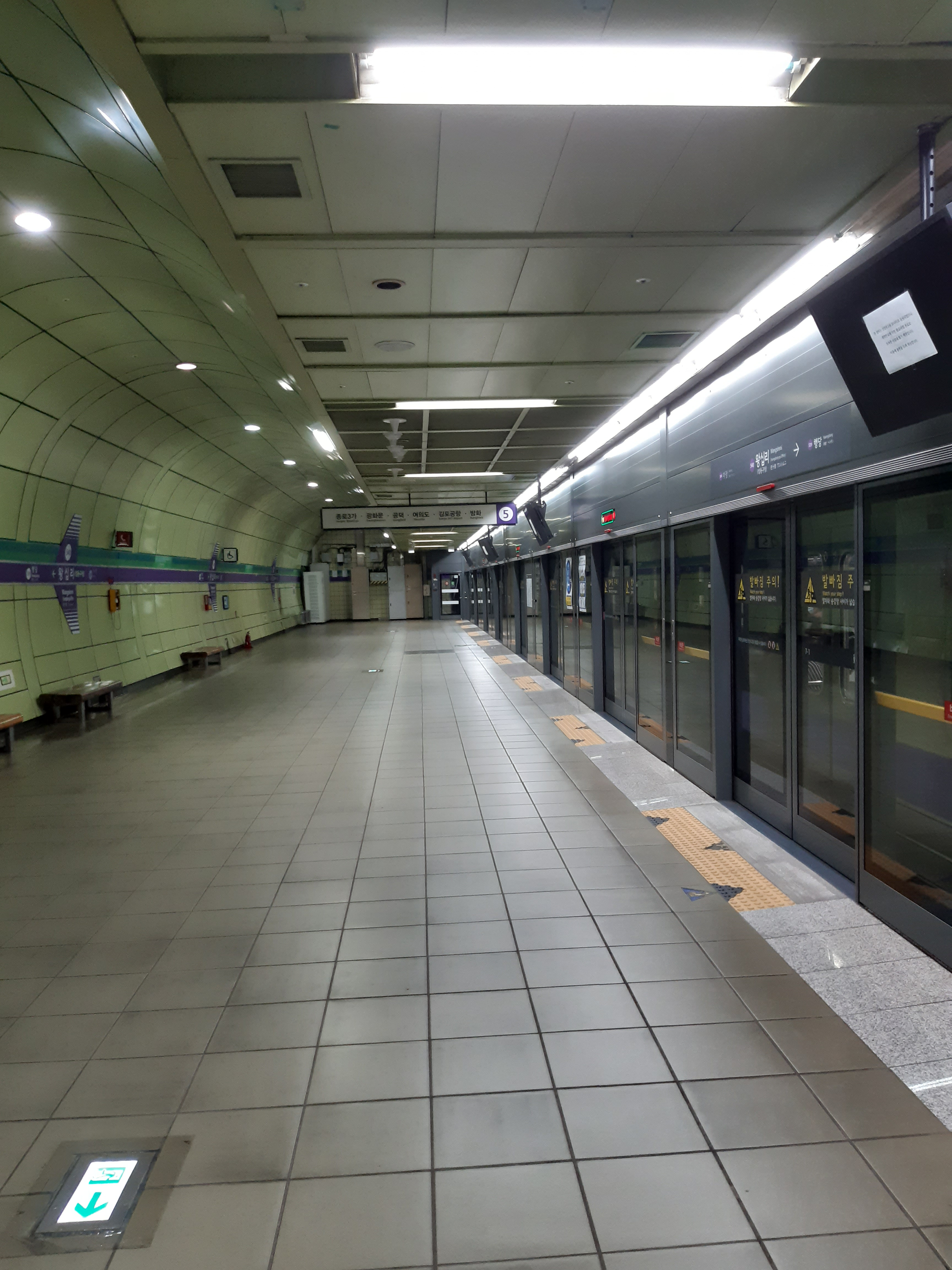
5호선 승강장
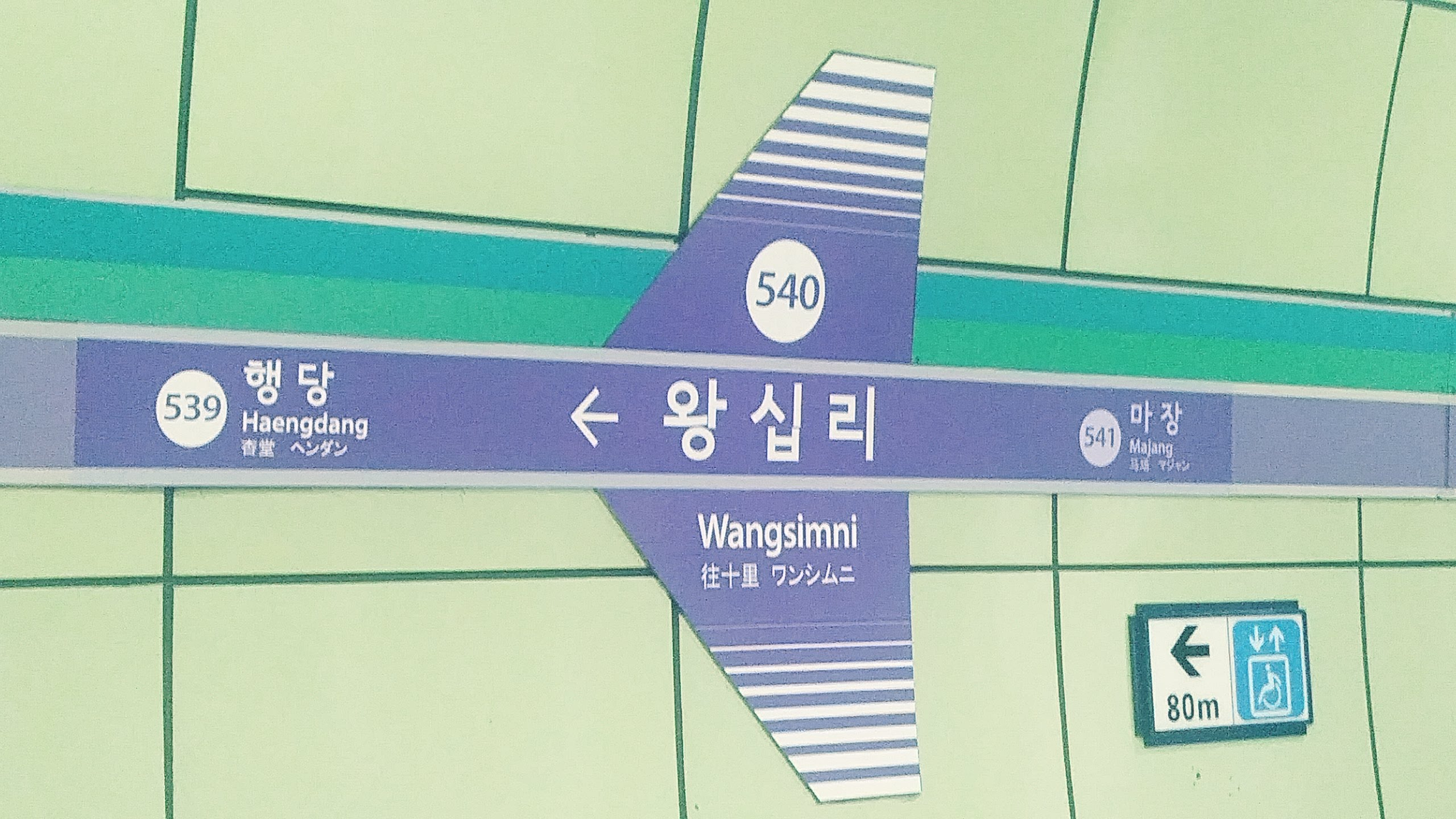
5호선 역명판
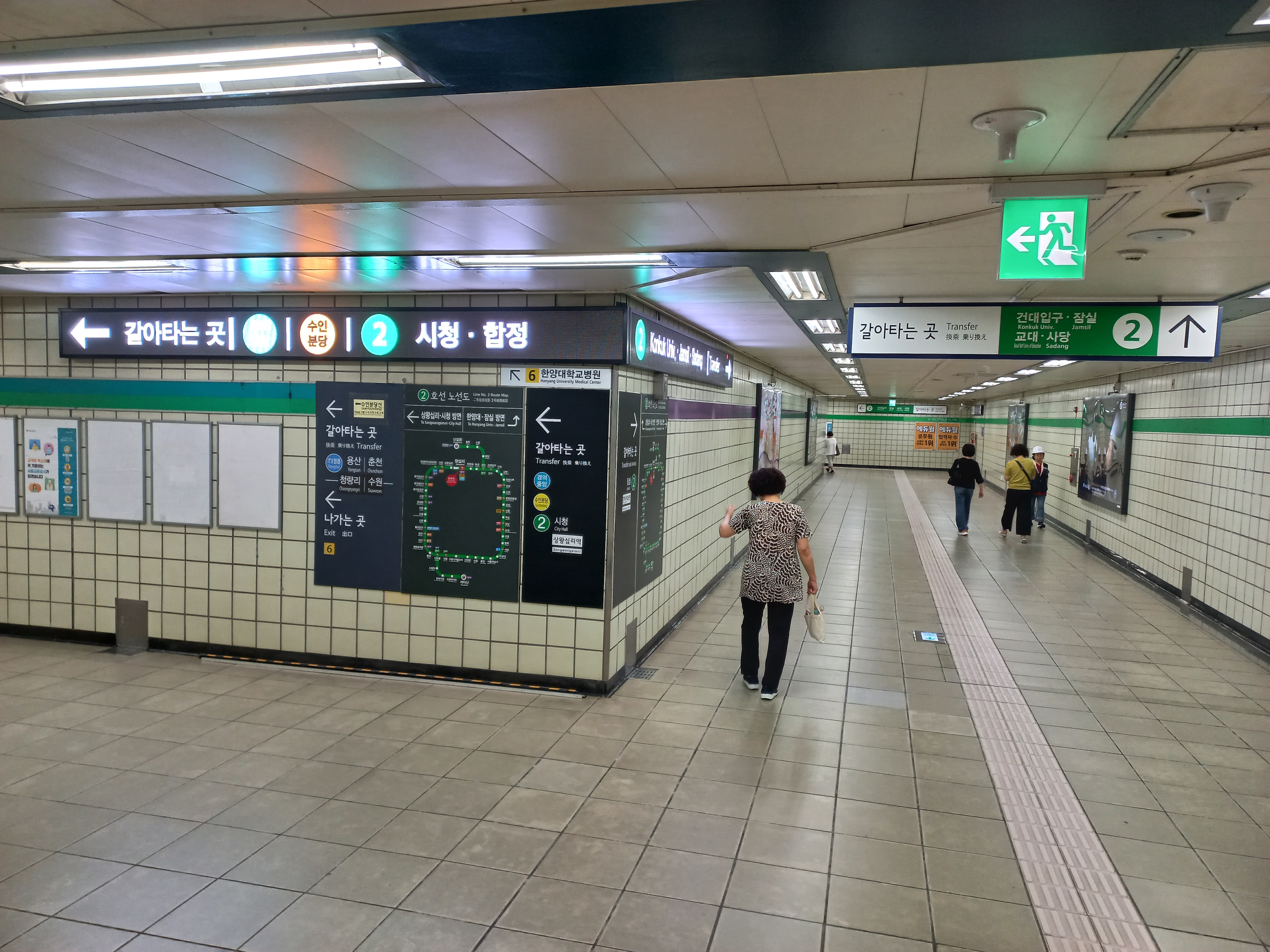
환승통로3
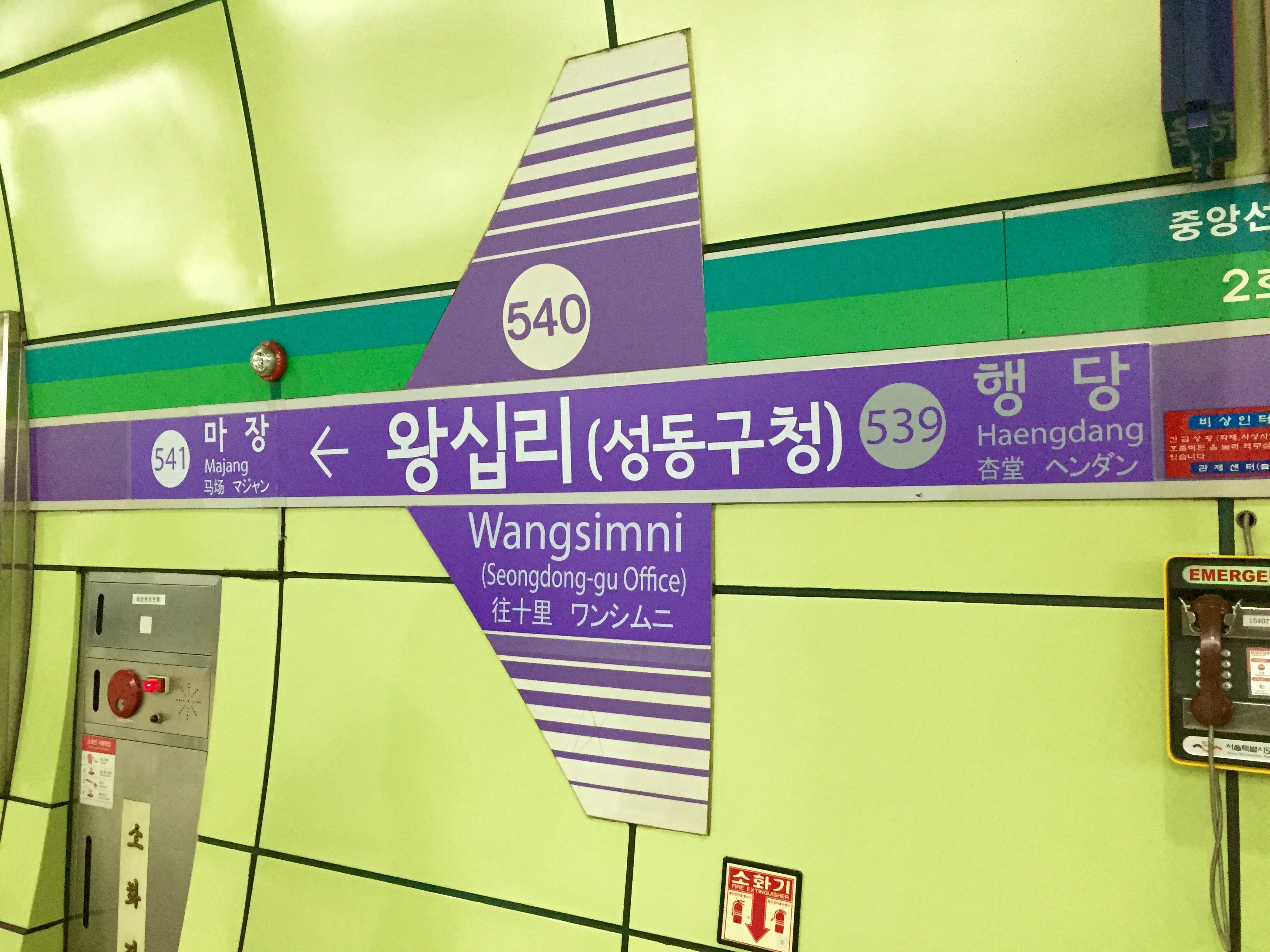
5호선 역명판
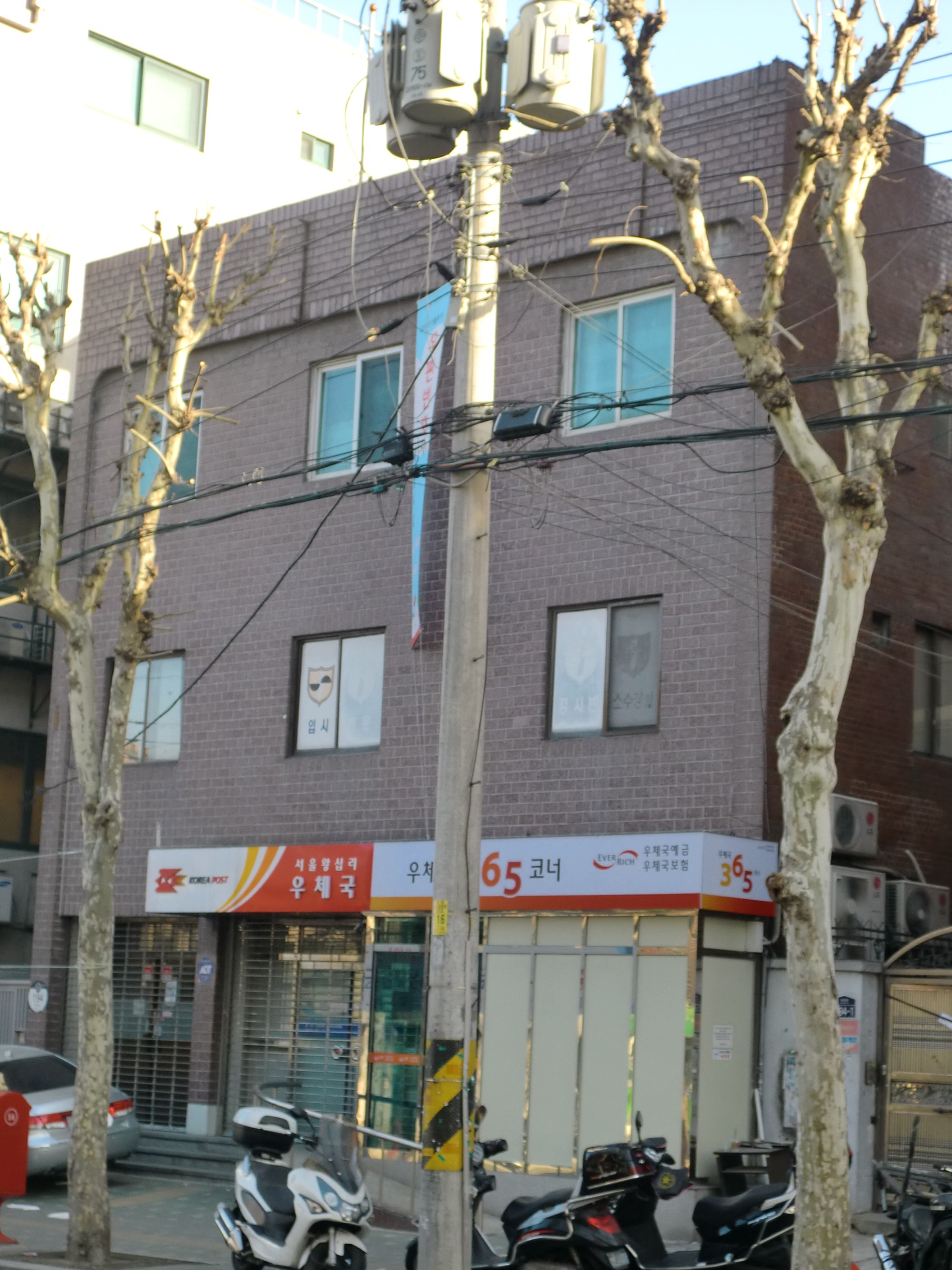
우체국
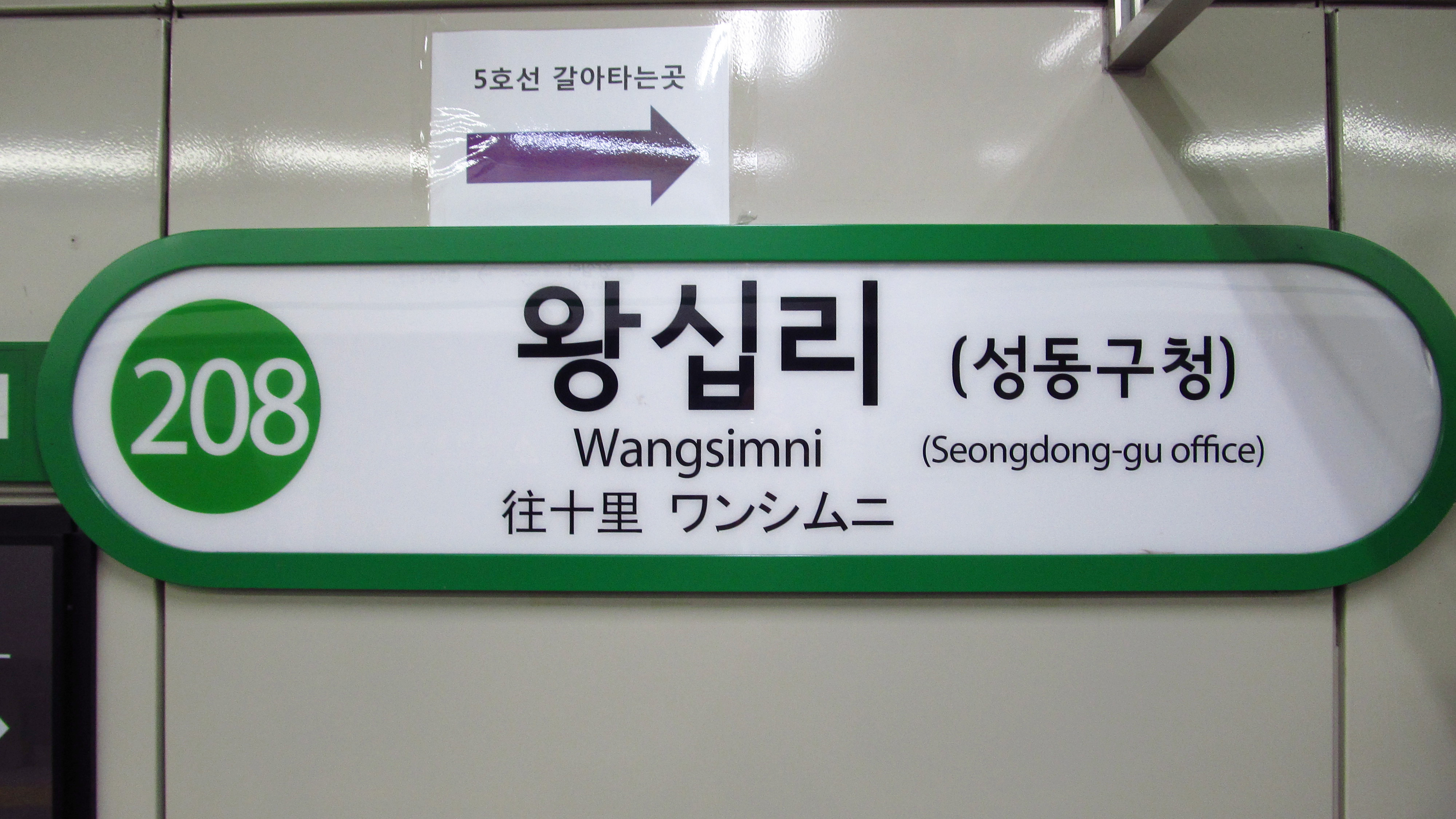
2호선 역명판
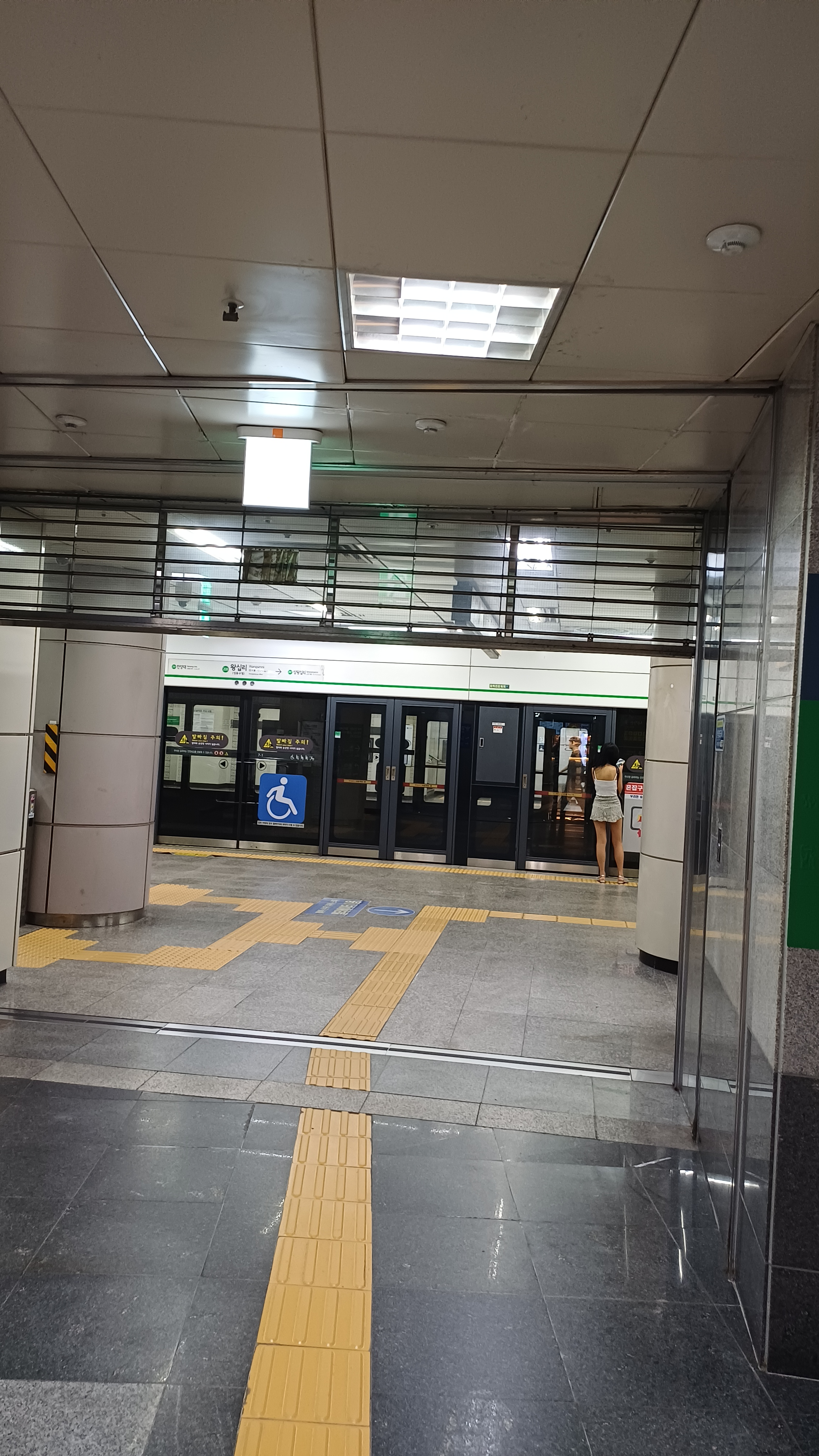
2호선 승강장과 스크린도어

## 인접한 역
| 서울 지하철 2호선             | 서울 지하철 2호선                                      | 서울 지하철 2호선               |
| ----------------------------- | ------------------------------------------------------ | ------------------------------- |
| 207 상왕십리 외선순환         | ● 서울 지하철 2호선                                    | 209 한양대 내선순환             |
| 서울 지하철 5호선             |                                                        |                                 |
| 539 행당 방화 방면            | ● 수도권 전철 5호선                                    | 541 마장 하남검단산 · 마천 방면 |
| 경원선                        |                                                        |                                 |
| 옥수 용산 방면                | ITX-청춘 경춘선                                        | 청량리 춘천 방면                |
| K115 응봉 문산 방면 문산 방면 | ● 수도권 전철 경의·중앙선 본선 완행 경의선 본선 급행   | K117 청량리 지평 방면 용문 방면 |
| K114 옥수 문산 방면           | ● 수도권 전철 경의·중앙선 중앙선 급행                  | K117 청량리 용문 방면           |
| 경원선 · 수인·분당선          |                                                        |                                 |
| K209 청량리 방면              | ● 수도권 전철 수인·분당선 완행 분당선 급행 (출발 전용) | K211 서울숲 인천 방면 고색 방면 |